# 幼児活動研究会
幼児活動研究会株式会社（ようじかつどうけんきゅうかい、英文名称Youji Corporation.）は、幼稚園での体育指導の実施や、講師派遣などを行う企業。2007年5月に大証ヘラクレス（現・ジャスダック）に上場。

## 業務内容
- 幼稚園での正課体育指導

幼稚園に講師を派遣し、園の教育の一環としての体育指導を行う。
- 幼稚園での体育課外活動・未修園児教育の実施（「コスモスポーツクラブ」）

幼稚園の施設を借用し、幼児活動研究会のカリキュラムで年齢別に体育・サッカー・新体操の指導や未修園児教育を行う。
- 保育所「こっこる」・「五反田せせらぎ保育園」の運営（東京・五反田）
- 幼稚園・保育園への人材派遣
- イベントの企画（「銀河鉄道ツーリスト」）
- 経営指導
- 教材の販売

## 沿革
- 1972年9月 - 山下孝一が幼児活動研究会株式会社設立。
- 1978年4月 大阪支部開設。以降、1980年に福岡、1984年に広島、1985年に仙台、1995年に札幌、1999年に沖縄に支部を開設。
- 1988年4月 - 有限会社日本経営教育研究所設立（2004年に株式会社化）[注 1]
- 1989年4月 - 銀河鉄道ツーリスト設立
- 2002年4月 - 幼稚園・保育園に対する人材派遣業務「チャイルドサポート」開始
- 2005年9月 - 東京・五反田に、東京都認証保育所「こっこる」開所
- 2007年5月 - 大証ヘラクレス（現・ジャスダック）に上場
- 2016年4月 - 自社が設立した株式会社日本経営教育研究所を吸収合併